# Copa do Nordeste
La Copa del Nordeste (en portugués: Copa do Nordeste, también conocido como Nordestão) es un torneo regional de fútbol de Brasil, comenzó a disputarse en 1994 entre equipos de la Región Nordeste de Brasil. desde la edición de 2014 hasta el 2016 el ganador obtuvo un cupo para la Copa Sudamericana. A partir de 2021 el ganador garantiza un cupo en la tercera fase de la Copa de Brasil.
El torneo es organizado por la Confederación Brasileña de Fútbol.

## Historia
Considerado uno de los campeonatos regionales más importantes del país, el Nordestão fue una competición intermitente en el calendario del fútbol brasileño en sus primeros años. Organizado por primera vez en 1994, el torneo fue disputado continuamente entre 1997 y 2003, época en que pasó a ser organizado por la Confederación Brasileña de Fútbol, tuvo casi todas sus ediciones canceladas entre 2004 a 2012, con la excepción del campeonato de 2010. Retorno nuevamente al calendario del fútbol brasileño en 2013.
En las 15 ediciones disputadas, hubo siete clubes campeones. El Vitória de Bahia y EC Bahia son los mayores vencedores del Nordestão con 4 títulos, seguidos de Sport Recife y Ceará, con 3 conquistas cada uno.

## Cupos por estados
- 20 clubes participantes por edición.

| Cupos | Estado               | Campeonato                              |
| ----- | -------------------- | --------------------------------------- |
| 3     | Bahía                | 1°, 2° y 3° del Campeonato Baiano       |
| 3     | Pernambuco           | 1º, 2º y 3º del Campeonato Pernambucano |
| 2     | Ceará                | 1º y 2º del Campeonato Cearense         |
| 2     | Alagoas              | 1º y 2º del Campeonato Alagoano         |
| 2     | Sergipe              | 1º y 2º del Campeonato Sergipano        |
| 2     | Paraíba              | 1º y 2º del Campeonato Paraibano        |
| 2     | Río Grande del Norte | 1º y 2º del Campeonato Potiguar         |
| 2     | Maranhão             | 1º y 2º del Campeonato Maranhense       |
| 2     | Piauí                | 1º y 2º del Campeonato Piauiense        |

## Campeones
| Bahia Bahía | Cruzeiro - AL Alagoas |

| Sport Recife Pernambuco | Ceará |

| Bahia Bahía | Santa Cruz Pernambuco |

| CSA Alagoas | Sport Recife Pernambuco |

| Poções Bahía | Sergipe |

| Náutico Pernambuco | Fortaleza Ceará |

| Náutico Pernambuco | Santa Cruz Pernambuco |

| ABC Natal Río Grande del Norte | América de Natal Río Grande del Norte |

| CSA Alagoas | Treze Paraíba |

| Ceará | Fortaleza Ceará |

| América de Natal Río Grande del Norte | Santa Cruz Pernambuco |

| Sport Recife Pernambuco | Vitória Bahía |

| Bahia Bahía | Sport Recife Pernambuco |

| Vitória Bahía | Santa Cruz Pernambuco |

| ABC Río Grande del Norte | Ceará |

| Náutico Pernambuco | Santa Cruz Pernambuco |

| Confiança Sergipe | Fortaleza Ceará |

| Fortaleza Ceará | Vitória Bahía |

| Náutico Pernambuco | CRB Alagoas |

| Fortaleza Ceará | ABC Río Grande del Norte |

| Bahia Bahía | Sport Recife Pernambuco |

## Títulos

### Por club
| Club                | Campeón | Años campeón           | Subcampeón | Años subcampeón              |
| ------------------- | ------- | ---------------------- | ---------- | ---------------------------- |
| Bahia               | 4       | 2001, 2002, 2017, 2021 | 5          | 1997, 1999, 2015, 2018, 2020 |
| Vitória             | 4       | 1997, 1999, 2003, 2010 | 3          | 1998, 2000, 2002             |
| Sport Recife        | 3       | 1994, 2000, 2014       | 4          | 2001, 2017, 2022, 2023       |
| Ceará               | 3       | 2015, 2020, 2023       | 2          | 2014, 2021                   |
| Fortaleza           | 3       | 2019, 2022, 2024       | -          | -----                        |
| Campinense          | 1       | 2013                   | 1          | 2016                         |
| América de Natal    | 1       | 1998                   | -          | -----                        |
| Santa Cruz          | 1       | 2016                   | -          | -----                        |
| Sampaio Corrêa      | 1       | 2018                   | -          | -----                        |
| CRB Alagoas         | -       | -----                  | 2          | 1994, 2024                   |
| Fluminense de Feira | -       | -----                  | 1          | 2003                         |
| ABC Natal           | -       | -----                  | 1          | 2010                         |
| ASA Arapiraquense   | -       | -----                  | 1          | 2013                         |
| Botafogo - PB       | -       | -----                  | 1          | 2019                         |

### Por estado
| Estado               | Campeón | Subcampeón |
| -------------------- | ------- | ---------- |
| Bahía                | 8       | 9          |
| Ceará                | 6       | 2          |
| Pernambuco           | 4       | 4          |
| Paraíba              | 1       | 2          |
| Río Grande del Norte | 1       | 1          |
| Maranhão             | 1       | -          |
| Alagoas              | -       | 3          |

## Goleadores por edición
| Año  | Jugador                         | Club                   | Goles |
| ---- | ------------------------------- | ---------------------- | ----- |
| 1994 | Fábio                           | Sport Recife           | 5     |
| 1997 | Nildo                           | Ceará                  | 6     |
| 1998 | Paulinho Kobayashi              | América de Natal       | 9     |
| 1999 | Uéslei                          | Bahia                  | 10    |
| 2000 | Leonardo Pedro Costa            | ABC Sergipe            | 6     |
| 2001 | Kuki                            | Náutico                | 12    |
| 2002 | Sérgio Alves                    | Bahia                  | 13    |
| 2003 | Nadson                          | Vitória                | 5     |
| 2010 | Cristiano Alagoano              | Confiança              | 10    |
| 2013 | Marcelo Nicácio Rodrigo Silva   | Vitória ABC            | 5     |
| 2014 | Magno Alves                     | Ceará                  | 8     |
| 2015 | Max                             | América de Natal       | 6     |
| 2016 | Rodrigão                        | Campinense             | 9     |
| 2017 | Régis                           | Bahia                  | 6     |
| 2018 | Yago Arthur                     | Vitória Ceará          | 5     |
| 2019 | Gilberto Júnior Santos          | Bahia Fortaleza        | 8     |
| 2020 | Vinícius                        | Ceará                  | 5     |
| 2021 | Gilberto                        | Bahia                  | 8     |
| 2022 | Hugo Rodallega                  | Bahia                  | 8     |
| 2023 | Juan Martín Lucero Luciano Juba | Fortaleza Sport Recife | 6     |
| 2024 | Moisés                          | Fortaleza              | 7     |

## Entrenadores campeones
| Año  | Entrenador         | Club             |
| ---- | ------------------ | ---------------- |
| 1994 | Givanildo Oliveira | Sport Recife     |
| 1997 | Arturzinho         | Vitória          |
| 1998 | Arturzinho         | América de Natal |
| 1999 | Ricardo Gomes      | Vitória          |
| 2000 | Celso Roth         | Sport Recife     |
| 2001 | Evaristo de Macedo | Bahia            |
| 2002 | Bobô               | Bahia            |
| 2003 | Joel Santana       | Vitória          |
| 2010 | Ricardo Silva      | Vitória          |
| 2013 | Oliveira Canindé   | Campinense       |
| 2014 | Eduardo Baptista   | Sport Recife     |
| 2015 | Silas              | Ceará            |
| 2016 | Milton Mendes      | Santa Cruz       |
| 2017 | Guto Ferreira      | Bahia            |
| 2018 | Roberto Fonseca    | Sampaio Corrêa   |
| 2019 | Rogério Ceni       | Fortaleza        |
| 2020 | Guto Ferreira      | Ceará            |
| 2021 | Dado Cavalcanti    | Bahia            |
| 2022 | Juan Pablo Vojvoda | Fortaleza        |
| 2023 | Eduardo Barroca    | Ceará            |
| 2024 | Juan Pablo Vojvoda | Fortaleza        |